# Callionymus zythros
Callionymus zythros là một loài cá biển thuộc chi Callionymus trong họ Cá đàn lia. Loài này được mô tả lần đầu tiên vào năm 2000.

## Phân bố và môi trường sống
C. zythros có phạm vi phân bố ở Tây Thái Bình Dương, và là một loài đặc hữu của Papua New Guinea. Loài này chỉ được biết đến qua một tiêu bản duy nhất được thu thập ở ngoài khơi đảo Wongat, tỉnh Madang. C. zythros sống trên đáy cát và bùn, được tìm thấy ở độ sâu khoảng từ 20 đến 27 m.

## Mô tả
Chiều dài tối đa được ghi nhận ở C. zythros là khoảng 4,6 cm (dựa trên tiêu bản duy nhất). Đầu và thân có màu nâu nhạt (khi mẫu vật còn tươi), có các đốm màu vàng. Mắt nâu. Hai bên đầu và cơ thể được bao phủ bởi các đốm lớn màu xám; thân có thêm những đốm nhỏ màu nâu đỏ. Vây lưng thứ nhất có màu vàng nhạt với các sọc xiên màu nâu sẫm. Vây lưng thứ hai có 3 sọc ngang màu nâu xám. Nửa dưới của vây hậu môn màu đen; phần còn lại màu trắng. Vây ngực trong suốt. Rìa dưới của vây đuôi màu đen, trung tâm có 8 hàng đốm nâu. Màu sắc khi đã được bảo quản trong rượu: Đầu và thân màu vàng nhạt, bụng trắng. Mắt màu xám đậm. Ngực với một đốm màu nâu sẫm. Hai vây lưng đều có các sọc đốm màu nâu. Nửa dưới của vây hậu môn màu nâu. Vây ngực trong suốt.
Số gai ở vây lưng: 4; Số tia vây mềm ở vây lưng: 9; Số gai ở vây hậu môn: 0; Số tia vây mềm ở vây hậu môn: 8; Số tia vây mềm ở vây ngực: 19 - 20; Số gai ở vây bụng: 1; Số tia vây mềm ở vây bụng: 5.